# Lucky Day (film 2019)
Lucky Day è un film canadese del 2019 scritto e diretto da Roger Avery.

## Trama
Uno scassinatore di casseforti di nome Red appena uscito di prigione, cerca di tenere unita la sua famiglia mentre il suo passato lo raggiunge sotto forma di Luc, un killer che tenta di vendicarsi della morte del fratello.